# United States Navy Bureau of Aeronautics
Das United States Navy Bureau of Aeronautics (BuAer) war eine Organisation, die die Marineflieger der United States Navy mit Material versorgte. Sie bestand von 1921 bis 1959. In seiner Verantwortung lagen Entwicklung, Beschaffung und Unterstützung von Marineflugzeugen und verwandten Systemen. Die Waffensysteme unterstanden jedoch dem Bureau of Ordnance (BuOrd).

## Geschichte
Am 1. Juli 1921 legte der Kongress der Vereinigten Staaten den Grundstein für eine nationale Organisation, die für die Luftstreitkräfte verantwortlich zeichnen sollte. Vorher unterlag die Verantwortung mehreren Organisationen. Das Bureau of Aeronautics unterstand dem Marineminister. Als erster Leiter wurde Admiral William A. Moffett eingesetzt. Dieser hatte 1914 die Medal of Honor verliehen bekommen und diente vorher als Leitender Offizier auf der USS Mississippi, bevor er in die Führungsebene der US Navy berufen wurde. Er stand der Organisation bis zu seinem Tod beim Untergang des Luftschiffs USS Akron am 4. April 1933. Sein Nachfolger wurde Ernest J. King. 
Während des Zweiten Weltkriegs gewann das Bureau an Bedeutung. Nachdem die USA mit dem Angriff auf Pearl Harbor endgültig in den Zweiten Weltkrieg eintraten, musste die US Navy in kürzester Zeit kriegstauglich gemacht werden. So mussten etwa 15.000 Flieger gebaut werden und die doppelte Anzahl an Piloten sowie etwa 125.000 Techniker ausgebildet werden. Um dieser Aufgabe gerecht zu werden, musste das Bureau umgebaut und Hierarchieebenen verkürzt werden. Damit wurde John Henry Towers betraut, dem dies bis zum 7. Oktober 1941 gelang. So gab es nur noch fünf Hierarchieebenen, so dass ihm mehr Personen berichten konnten. Außerdem wurden die Autoritäten und Verantwortlichkeiten erweitert. wurden weitere Anpassungen vorgenommen, um Produktion und Ausbildung zu optimieren. Ab 1942 sollte die Marineflieger auf 27.500 Flugzeuge fast verdoppelt werden. Dabei kam es jedoch zu Spannungen mit der US Army Air Force, die angab nicht genug Flugzeuge für den Eigenbedarf zu haben. Im Juli 1942 einigten sich die beiden Abteilungen, da der US Navy Patrouillenflieger zugeteilt wurden und ein Teil der Produktionskapazitäten des Bureaus an die Air Force abgetreten werden konnten. Den Rest des Zweiten Weltkriegs produzierte das Bureau kontinuierlich Material für den Krieg. Höhepunkt der Produktion war März 1944 mit 2831 Flugzeugen in nur einem Monat. Zur Flugzeugproduktion gehörten auch die stetige Verbesserung der Steuerungssysteme sowie der Ausbau der Radar-Systeme. Zudem musste auch kontinuierlich Personal geschult werden. 1943 produzierte man zusammen mit der United States Navy Field Photographic Branch den Kurzdokumentarfilm Tomorrow We Fly, der bei der Oscarverleihung 1944 als Bester Dokumentar-Kurzfilm nominiert war.
Nach dem Ende des Zweiten Weltkriegs trat das BurAer in ruhigere Zeiten ein und konzentrierte sich auf Forschung und Entwicklung im Bereich der Luftfahrt. Zudem wurde das BurAer erneut umorganisiert und in zwei technische Abteilungen unterteilt: eine für Forschung, Entwicklung und Ingenieurwesen und eines für Material und Service der aktiven Kräfte.
Neben der Verbesserung und Neuentwicklung von Flugzeugen versuchte man unbemannte Luftfahrzeuge zu entwickeln. Weitere Projekte waren Lenkflugkörper und Titanlegierungen. Auch konzentrierte man sich auf zivile Projekte wie die Wetterforschung.
Das Bureau of Aeronautics wurde am 18. August 1959 mit dem Bureau of Ordnance zum Bureau of Naval Weapons (BuWeps) zusammen gelegt.

## Leiter

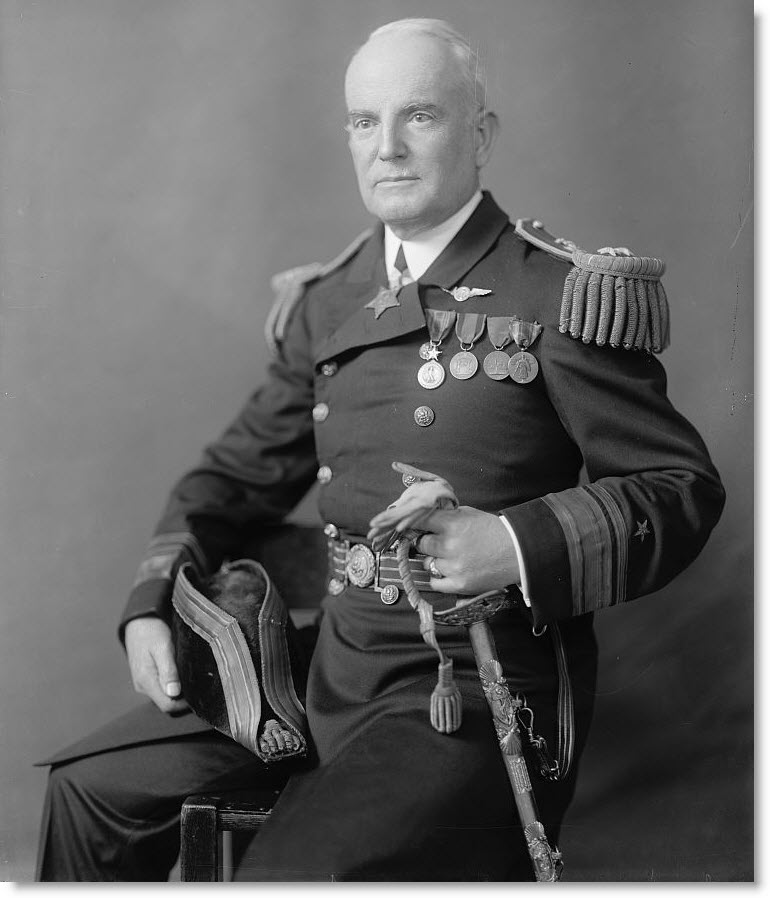
William A. Moffett war der erste Leiter des Bureau of Aeronautics

Der Dienstgrad des Leiters war Rear Admiral (deutsch: Konteradmiral).
1. William A. Moffett (26. Juli 1921 – 4. April 1933)
2. Ernest J. King (3. Mai 1933 – 12. Juni 1936)
3. Arthur B. Cook (12. Juni 1936 – 1. Juni 1939)
4. John Henry Towers (1. Juni 1939 – 6. Oktober 1942)
5. John S. McCain senior (9. Oktober 1942 – 7. August 1943)
6. DeWitt C. Ramsey (7. August 1943 – 1. Juni 1945)
7. Harold B. Sallada (1. Juni 1945 – 1. Mai 1947)
8. Alfred M. Pride (1. Mai 1947 – 1. Mai 1951)
9. Thomas S. Combs (1. Mai 1951 – 30. Juni 1953)
10. Apollo Soucek (30. Juni 1953 – 4. März 1955)
11. James S. Russell (4. März 1955 – 15. Juli 1957)
12. Robert E. Dixon (15. Juli 1957 – 1. Dezember 1959)